# جون إغان مولتون
جون إغان مولتون (بالإنجليزية: John Egan Moulton)‏ هو طبيب أسترالي، ولد في 2 سبتمبر 1930، وتوفي في 21 سبتمبر 2012 في كوينزلاند في أستراليا.